# Euphorbia dichroa
Euphorbia dichroa ist eine Pflanzenart aus der Gattung Wolfsmilch (Euphorbia) in der Familie der Wolfsmilchgewächse (Euphorbiaceae).

## Beschreibung
Die sukkulente Euphorbia dichroa bildet aus einer fleischigen Wurzel büschelartige und eng beieinander stehende Triebe aus einer gemeinsamen Basis heraus. Die 15 Zentimeter langen Zweige haben einen nahezu kreisrunden Querschnitt und werden bis 8 Millimeter dick. Sie sind intensiv grün gefärbt und mit dunkelgrünen Längsstreifen versehen. An den Trieben befinden sich im Abstand von bis zu 10 Millimeter zueinander hervortretende Warzen, die in vier Reihen angeordnet sind. Die dreieckigen Dornschildchen stehen einzeln und werden 7,5 Millimeter lang und 2,5 Millimeter breit. Es werden bis 10 Millimeter lange Dornen und Nebenblattdornen bis 2 Millimeter Länge ausgebildet.
Der Blütenstand besteht aus einzelnen und einfachen Cymen, die sich an etwa 2,5 Millimeter langen Stielen befinden. Die Cyathien erreichen einen Durchmesser von 4 Millimeter. Die elliptischen Nektardrüsen stoßen aneinander und sind gelb gefärbt, verfärben sich später aber rötlich. Die stumpf gelappte Frucht wird etwa 2,5 Millimeter lang und 3 Millimeter breit. Sie ist nahezu sitzend und rötlich gefärbt. Der eiförmige Samen wird 2,25 Millimeter lang und 1,25 Millimeter breit. Die Oberfläche des Samen ist mit Warzen besetzt.

## Verbreitung und Systematik
Euphorbia dichroa ist auf Felsen in trockenem und mit Bäumen versehenem Grasland im Nordosten von Uganda in Höhenlagen von 1350 bis 1500 Meter verbreitet. Die Art steht auf der Roten Liste der IUCN und gilt als nicht gefährdet (Least Concern).
Die Erstbeschreibung der Art erfolgte 1982 durch Susan Carter Holmes.